# Olavius gierei
Olavius gierei är en ringmaskart som beskrevs av Erséus 1997. Olavius gierei ingår i släktet Olavius och familjen glattmaskar. Inga underarter finns listade i Catalogue of Life.